# Districtul Al-Hāshimiyah
Al-Hāshimiyah (în arabă الهاشمية) este unul dintre districtele din Guvernoratul Zarqa, Iordania.